# زن میگسار
زن میگسار (انگلیسی: The Bacchante) نقاشی رنگ روغن بر روی بوم کرباس از نقاش هنرمند رئالیسم فرانسه، گوستاو کوربه است که تاریخ دقیق ترسیم آن مشخص نیست. این احتمال وجود دارد که میان سال‌های ۱۸۴۴ تا ۱۸۴۷ طرح گردیده باشد. 